# 巴亞索拉諾
巴亞索拉諾是哥倫比亞的城鎮，位於該國西部，由喬科省負責管轄，距離首府基布多178公里，始建於1962年11月19日，面積976平方公里，海拔高度152米，2005年人口8,785。
6°13′N 77°24′W / 6.217°N 77.400°W